# 凯勒 (卢森堡)
凯勒（法语、德语：Kayl）是卢森堡西南部的一个市镇和城镇，属于阿尔泽特河畔埃施县。 

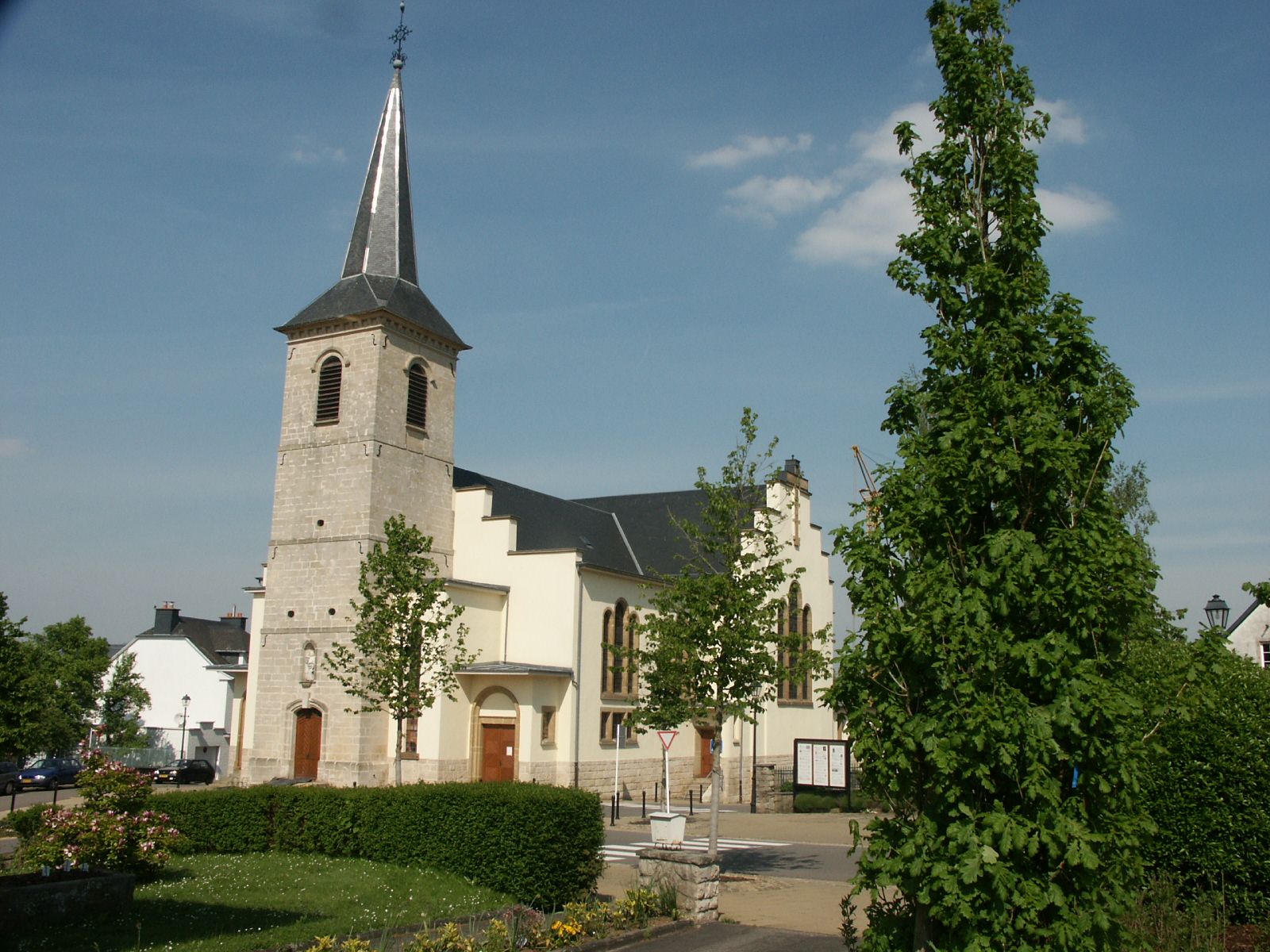
凯勒教堂